# Hurts
Hurts es un dúo británico de synth pop formado en Mánchester en 2009 por el cantante Theo Hutchcraft y el multinstrumentista Adam Anderson. En julio de 2009, el grupo apareció como «Banda del día» (Band of the Day) en The Guardian. También finalizaron en cuarta posición en las votaciones de Sound of 2010 en la BBC.
Han lanzado cinco álbumes de estudio: Happiness (2010), Exile (2013), Surrender (2015), Desire (2017) y Faith (2020). Sus dos primeros álbumes alcanzaron el top 10 en varios países.

## Biografía

### 2005-09: Historia del dúo
Theo y Adam se conocieron fuera del club 42nd Street de Mánchester en noviembre del 2005, mientras sus amigos se peleaban. Demasiado bebidos para unirse a la pelea, empezaron a hablar sobre música, Prince, Michael Jackson entre otros. Además tenían cosas en común, les gustaba la misma música y tenían un grupo. Acordaron hacer música profesional y no como hobby. Se contactaron a través de Internet. Con el tiempo se hicieron amigos.
Theo tenía su propio grupo llamado Daggers. En 2008 compuso «Unspoken» y su grupo se disolvió. Viajó a Verona, donde personas como Joseph Cross ayudaron en la escritura y producción de su álbum.

### 2010-11:Happinessy comienzos

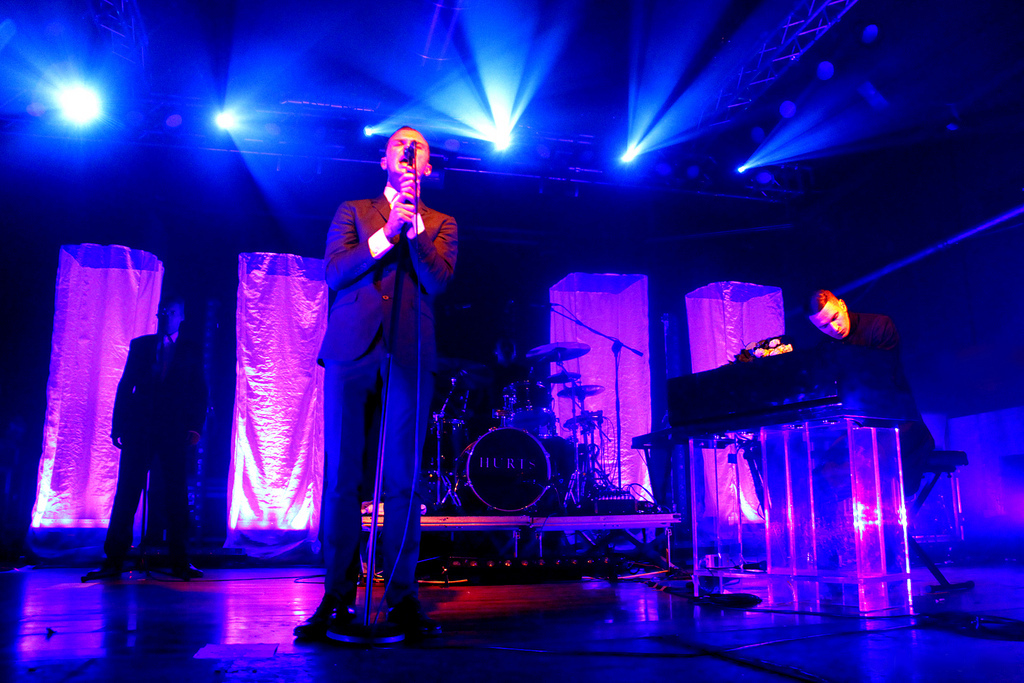
Hurts promocionando su álbum Happiness.

La canción del grupo llamada «Wonderful Life» fue notablemente remezclada por Arthur Baker. A principios de 2010 publicaron oficialmente su sencillo debut, «Better Than Love», y actuaron por primera vez en directo en diferentes espectáculos. Su canción «Illuminated» apareció en la banda sonora de Sky1 en la primavera/verano del hemisferio norte del 2010 y con esto ayudó a la canción en aparecer en las listas de Reino Unido.
Su sencillo «Wonderful Life» es lanzado en agosto del 2010 y convirtiéndose en el sencillo más exitoso y reconocido del dúo.
Su álbum debut, llamado Happiness, fue publicado el 6 de septiembre de 2010. Y contiene un dueto con Kylie Minogue llamado «Devotion». Para promocionar el álbum el dúo colaboró con el escritor Joe Stretch para hacer un audio libro narrado por Anna Friel.
Antes de la creación de Hurts, el cantante Theo Hutchcraft y el sintetizador Adam Anderson formaron parte respectivamente de los grupos Bureau y Daggers.
Para The Sun's "Biz Sessions" Hurts hace una versión de Kylie Minogue, «Confide in Me» y fue lanzado en Youtube logrando buen fanatismo entre los fanes.
En septiembre de 2010 se anunció su gira por el Reino Unido y se agotaron las entradas muy rápido. Además, estarían presentándose con ellos Scissor Sisters en algunos show's. Hurts aparece en Sky Sports show Soccer AM para promocionar el álbum e interpretar su sencillo Stay.
En diciembre de 2010 Hurts lanza su sencillo navideño, «All I Want for Christmas Is New Year's Day», La canción estuvo disponible en iTunes de forma gratuita durante una semana a partir del 14 de diciembre. El video se estrenó el 2 de diciembre en su página web. Hurts anunció recientemente que se acercaron a trabajar con Leona Lewis.
Hurts aparecen en at the Isle of Wight, T in the Park, Latitude y el festival de verano del 2011 V festivals.
Hurts además han hechos sus propios remix de artistas como Lady Gaga o The Drums. De Lady Gaga hicieron un remix de «Judas» y de The Drums Down By The Water.

## Miembros
- Theo Hutchcraft – Cantante.
- Adam Anderson – Electrónica, guitarra, batería.

## Discografía
Álbumes
- 2010: Happiness
- 2013: Exile
- 2015: Surrender
- 2017: Desire
- 2020: Faith

## Giras
| Año       | Detalles de la Gira |
| --------- | --- |
| 2010/2011 | Happiness Tour - Álbum de Apoyo: Happiness - Canciones interpretadas: 14 - Grupos de Apoyo: Scissor Sisters - Arenal sound Festival: julio de 2011 |